# Arba Minch Football Club
Maillots
Actualités
Dernière mise à jour : 19 janvier 2020.
Le Arba Minch Football Club (en amharique : አርባምንጭ ከተማ), plus couramment abrégé en Arba Minch FC, est un club éthiopien de football basé dans la ville d'Arba Minch.

## Histoire
Le club de l'Arba Minch est un club de football représentant l'usine de textile, implanté dans la ville d'Arba Minch depuis 1992.
Évoluant dans de petites divisions, le club est promu à l'issue de la saison 2010-2011 en première division éthiopienne et se maintient à ce niveau.

## Personnalités du club

### Présidents du club
- Tadion Chemesa

### Entraîneurs du club
- Tsegay Mariam
- Alemayehu Abayeneh
- Paulos Tsegaye
- Eyob Maale
- Dawit Cairo
- John Habtualem
- Mesay Teferi